# Майкл Ківанука
Майкл Семюел Ківанука (англ. Michael Kiwanuka, нар. 3 травня 1987) — британський співак, автор пісень і продюсер, який має контракт з Polydor Records. Його дебютний альбом Home Again 2012 року став золотим у Сполученому Королівстві, а його другий альбом Love & Hate дебютував у 2016 році на першому місці. Ківанука був номінований на численні нагороди, включаючи Brit Awards, MTV Europe Music Awards, BBC Music Awards та The Grammy Awards. У січні 2012 року переміг на BBC Sound of 2012; а у вересні 2020 року отримав премію Mercury Prize.

## Ранні роки
Ківанука народився та виріс у Масвелл-Хіллі, Лондон, у родині Майкла та Дебори, угандійських батьків, які втекли від режиму Аміна. Відвідував школу Фортісмер, продовжив навчання в Школі медіа, мистецтва та дизайну Вестмінстерського університету.

## Кар'єра
Ківанука працював сесійним гітаристом, грав з Chipmunk і Bashy, перш ніж почати кар'єру сольного виконавця. Його перший великий концерт відбувся в Оксфорді в Кентиш-Тауні, коли Майклу було 22 роки. Він привернув увагу Communion Records, які випустили його перші два EP, включаючи дебютний Tell Me A Tale 13 червня 2011 року.
Ківанука підтримував Адель під час її туру Adele Live 2011, а також на її концерті iTunes Festival 2011 і грав на Hard Rock Calling 2011 року.
У 2011 році він підписав угоду з Polydor Records. 6 січня 2012 року названий переможцем BBC Sound of 2012.
Ківанука випустив дебютний студійний альбом Home Again у 2012 році, отримавши позитивні відгуки критиків. Альбом досяг 4-го місця у Великій Британії, і станом на 2012 рік у Великій Британії було продано понад 70 000 копій.
Після відмови у 2016 році від другого альбому (що мав називатися Night Songs), Ківанука випустив продовження до Home Again, Love & Hate. Альбом мав успіх у критиків, а також помітний комерційний успіх, досягнувши номеру 1 у британському чарті альбомів. Альбом був спродюсований американським продюсером та музикантом Danger Mouse і з цієї роботи вийшло кілька синглів.
Майкл записав трек з UNKLE для альбому Roma 2018 року («On My Knees»).
У червні 2019 року було випущено іншу спільну пісню та відео, цього разу з Томом Мішем («Money»).
Далі вийшов сингл «You Ain't the Problem», який передував його третьому альбому — Kiwanuka, що вийшов у листопаді 2019 року. Альбом зайняв друге місце в британських чартах, отримав золоту сертифікацію за понад 100 000 продажів і виграв премію UK Mercury Music Prize у 2020 році, його першу перемогу після перших двох альбомів, які отримали лише номінації. На цьому записі він співпрацював Danger Mouse та продюсером Inflo. Майкл засвідчив, що вибір назви альбому відбивав його зростаючу впевненість у собі.
Ківанука зіграв камео у фільмі 2019 року «Вчора».

### Музичний вплив
Ківанука визнав вплив на власну творчість таких музикантів, як Джимі Гендрікс, The Beatles, The Rolling Stones, Pink Floyd, Nirvana, Рей Чарльз, Білл Візерс, Отіс Реддінг, Джек Джонсон, Чак Беррі, Pops Staples, The Band, Джоні Мітчелл, Боб Ділан, Френк Заппа, Ніл Даймонд, Ерік Клептон, Джо Кокер, Ерік Бібб, Томмі Сімс, Добі Грей, Wham!, Річі Гевенс, Sly & the Family Stone і Funkadelic. Він грав з Джеймсом Гедсоном, який грав на був ударником Білла Візерса.
Серед іншого, музичний стиль Ківануки порівнюють з Біллом Візерсом і Террі Каллєром.

## Особисте життя
Ківанука на все життя вболіває за Тоттенгем Готспур. Він переїхав з Лондона до Саутгемптона незадовго до випуску свого третього альбому.
Музикант відкрито заявив, що він боровся з тривожністю та іншими проблемами психічного здоров'я.

## Дискографія

### Студійні альбоми
- Home Again (2012)
- Love & Hate (2016)
- Kiwanuka (2019)
- Small Changes (2024)